# Synagoga Arona Serdynera w Warszawie
Synagoga Arona Serdynera w Warszawie – nieistniejąca synagoga, znajdująca się w Warszawie przy ulicy Twardej 4. Powszechnie uważana za centrum żydowskiej myśli religijnej w stolicy.
Synagoga została zbudowana w XIX wieku z inicjatywy i funduszy Arona Serdynera. Budynek stał przy wjeździe, w wielkim wyasfaltowanym podwórzu i połączony był z dużym domem nauki. W 1939 roku w czasie II wojny światowej synagoga została zburzona przez hitlerowców. Po zakończeniu wojny nie została odbudowana. Na jej miejscu obecnie znajduje się wieżowiec Cosmopolitan Twarda 2/4.
Murowany budynek synagogi wzniesiono na planie prostokąta. Ścianę frontową budynku, z trzema wysokimi, półkoliście zwieńczonymi oknami, w których wstawione były witraże, oddzielał od podwórza wąski pas ziemi porośnięty drzewami.